# Consejo de Estado (Venezuela)
El Consejo de Estado es el órgano superior de consulta del Gobierno y la Administración Pública de la República Bolivariana de Venezuela. En la estructura del Estado forma parte del Poder Ejecutivo Nacional.

## Historia
El origen de esta institución se remonta a la idea planteada por el Libertador Simón Bolívar, en el discurso de instalación del Congreso de Angostura, el 15 de febrero de 1819, en el cual proponía la existencia de un órgano al que le correspondiese el conocimiento de los asuntos públicos que ayudaran al correcto funcionamiento de la República.
El Consejo de Estado fue creado por la Constitución de 1999, como instancia consultiva de coordinación de varios órganos del Poder Público, para el acuerdo de políticas de Estado, tomando como referencia el funcionamiento de esta institución en el derecho comparado, específicamente la estructura y funciones análogas del Consejo de Estado de Francia y el Consejo de Estado de Colombia, que favorecen la profesionalización del ejercicio del Poder Público.
El 15 de febrero de 2012, el Ejecutivo Nacional promulga el Decreto con Rango, Valor y Fuerza de Ley Orgánica del Consejo de Estado, que regula la conformación de esta institución de rango constitucional, estableciendo las normas relativas a su competencia, organización y funcionamiento.

## Competencia
La competencia del Consejo de Estado es recomendar políticas de interés nacional en aquellos asuntos que el presidente de la República reconozca de especial trascendencia y requieran de su opinión. Está encargado de evaluar, formular y recomendar políticas públicas en todas aquellas materias consideradas estratégicas para el desarrollo nacional, que le sean sometidas a su consideración por parte del Presidente de la República, en su condición de jefe de Estado y de Gobierno.
El Consejo de Estado actuá conforme a los principios de soberanía, justicia social, igualdad, solidaridad, participación ciudadana, cooperación, eficacia, eficiencia, transparencia, rendición de cuentas, responsabilidad, respeto y preeminencia de los derechos humanos y ética socialista.
Las autoridades o funcionarios públicos están obligados a colaborar con el Consejo de Estado y, en virtud de ello, deben atender sus requerimientos de cualquier información, documento u otro instrumento necesario para emitir sus opiniones.

## Organización
El Consejo de Estado es un órgano constitucional presidido por el vicepresidente Ejecutivo de la República y está conformado, además, por cinco personas designadas por el presidente de la República; un representante designado por la Asamblea Nacional de la República; un representante designado por el Tribunal Supremo de Justicia y un Gobernador de Estado designado por el conjunto de mandatarios estadales. Todos los integrantes del Consejo de Estado tienen sus respectivos suplentes; y cuando lo considere pertinente, podrá convocar a sus sesiones a Consejeros Especiales, quienes tendrán derecho a voz.
Para el cumplimiento de sus fines, el Consejo de Estado tiene una Secretaría Permanente, una Secretaría Ejecutiva y las demás dependencias que se determinan en su Reglamento Orgánico. Además, aparte de sus integrantes, podrá admitir la asistencia de personalidades invitadas en calidad de acompañantes u observadores, cuando se considere necesaria su presencia para tratar un determinado tema.
El Consejo de Estado podrá contar con la asesoría y el apoyo de un Comité del Poder Popular y puede designar las subcomisiones que requiera para el cumplimiento de sus fines.

## Composición actual[2]
La composición actual del Consejo de Estado de la República Bolivariana de Venezuela es:
Presidente: Delcy Rodríguez, Vicepresidente Ejecutivo de la República.

Secretario Permanente: M/G José Orneilas Ferreira, Secretario del Consejo de Defensa de la Nación.
Miembros principales designados por el presidente de la República:
- Elvis Amoroso, abogado y político, actualmente es contralor general de la República.
- Cilia Flores, política y abogada, diputada de la Asamblea Nacional de Venezuela
- Carmen Meléndez, militar y política, actual ministro de Relaciones Interiores, Justicia y Paz.
- Ricardo Menéndez, ministro de Planificación.

Miembro principal en representación de la Asamblea Nacional de la República:
- Francisco Ameliach.

Miembro principal en representación del Tribunal Supremo de Justicia:
- Maikel Moreno.

Miembro principal en representación de los Gobernadores de Estado:
- Héctor Rodríguez Castro.

Miembros suplentes designados por el Presidente de la República:
Miembro suplente en representación de la Asamblea Nacional de la República:
- No designado.

Miembro suplente en representación del Tribunal Supremo de Justicia:
- No designado.

Miembro suplente en representación de los Gobernadores de Estado:
- No designado.